# Haunted (Album)
Haunted ist das zehnte Studioalbum der US-amerikanischen Band Blood on the Dance Floor. Es wurde am 16. Februar 2018 veröffentlicht.

## Hintergründe
Fallon Vendetta und Dahvie Vanity produzierten und schrieben sämtliche Titel des Albums eigenhändig. Bei der Entstehung von Haunted agierten die beiden Bandmitglieder kathartisch und versuchten, schwere Abschnitte in ihren Leben, die sie emotional verfolgten, lyrisch aufzuarbeiten. Dahvie Vanity verarbeitete auf dem Album seine Depressionen, die in der Vergangenheit auch zu Selbstmordgedanken führten, und verzichtete zwecks inhaltlicher Tiefe bewusst auf die für die Band zum Markenzeichen gewordenen sexuell expliziten Texte. Somit ist es nach Scissors das zweite Werk der Band, welches keine anstößige Musik aufweist.
Haunted erschien in drei verschiedenen Versionen. Die als Download und Stream erhältliche Standard Edition enthält ausschließlich die 10 regulären Songs des Albums. Daneben existiert eine ebenfalls in selben Formaten verfügbare Deluxe Edition, die als Bonustrack eine Acoustic Version von The Ocean & The Moon, sowie Instrumentalversionen aller zehn Haupttracks aufweist. Zuletzt wurde eine limitierte CD-Version im Onlineshop der Band angeboten, die der Deluxe Edition ähnelt, allerdings die Instrumentale zu My Last Breath, Otherside of Fear und World of Secrets vermisst lässt, und sie durch den exklusiven Bonustrack The Runaways ersetzt. Diese wurde als letzte CD-Veröffentlichung der Band angekündigt, allerdings folgten noch ähnlich begrenzte physische Ausgaben weiterer Studioalben, Compilations und Re-Releases.
Aus dem Album wurden sechs Singles ausgekoppelt: Otherside of Fear, World of Secrets, Ashes To Ashes, Haunted House, From Dreams To Nightmares und The Ocean & The Moon. Die ersten beiden Singles erschienen unter jeweils einem Pseudonym, nämlich Master of Death und Sinners are Winners. Beide wurden von Dahvie Vanity bereits zu früheren Zeitpunkten für unterschiedliche Solo-Nebenprojekte abseits von Blood on the Dance Floor verwendet. Allerdings ist Fallon Vendetta sowohl auf beiden Songs zu hören als auch auf den Singlecovers abgebildet.
Zusätzlich zu den Singles ging dem Album auch eine EP mit dem Namen Emotional voraus, die bereits vier Lieder des Albums enthielt. Passend dazu wurde Haunted zu Beginn von der Band auch als The Emotional LP bezeichnet.

## Musik und Texte
Auf Haunted lässt sich, wie bereits beim Vorgängeralbum Kawaii Monster, kein einheitliches Klangbild festmachen, da die musikalischen Einflüsse ein weites Spektrum umfassen. Zuzuordnen sind dabei alle Titel jedoch dem übergeordneten Genre der elektronischen Musik. Der Gesang, der auf dem Album zum Besten gegeben wird, ist großteils klar, lediglich auf From Dreams To Nightmares und World of Secrets kommen Screamo-Vocals zum Einsatz, wobei diese bei ersterem nur einen kleinen Teil des Outros ausmachen. Auch gerappte Passagen treten in unregelmäßigen Abständen auf.
The Ocean & The Moon ist ein Liebeslied, welches die Beziehung der zum Veröffentlichungszeitpunkt verlobten Bandmitglieder zum Hauptthema hat. My Last Breath räumt Fallon Vendettas vokalen Gesang, welcher von einem Klavier und sphärischen Keyboardklängen begleitet wird, Platz ein. From Dreams To Nightmares ist ein Dark-Wave-Song über eine gescheiterte Beziehung, in der sich der besungene Person den Ich-Erzähler schlecht behandelt fühlte. Der männliche Part beschreibt seine einzige Rache an der Frau, die ihn so verletzte, jemanden gefunden zu haben, der ihn mehr liebt. Haunted House besitzt Elemente der Eurodance- und Bubblegum-Dance-Musikgenres, während Chain of Memories, Ashes To Ashes und Ghost Story am Ehesten dem Synthiepop zuzuschreiben sind. Auch Emotional besitzt starke Anleihen des Genres, enthält aber mit seinen rapiden Hi-Hats auch deutliche Trap-Elemente. Es geht darin explizit um Dahvie Vanitys Depressionen. Otherside of Fear stellt musikalisch und inhaltlich eine Fortsetzung zum gleichnamigen Konzeptalbum von Dahvie Vanitys Soloprojekt Master of Death dar. Mit härteren Drum Kits, dominanten Supersaw-Melodien, schweren E-Gitarren, durch unterschiedliche Effekte verfremdete Gesangsteile und Rappassagen wird eine Brücke zu besagtem musikalischen Werk geschlagen; am Ende des Liedes ertönt auf einer Spieluhr jenes Leitmotif, das sich durch das gesamte Konzeptalbum zog. Inhaltlich kündigt sich eine Fortsetzung der Geschichte desselben an, dar Ultima, der Antagonist des Albums, zurückgekehrt ist. World of Secrets reiht sich nahtlos zu den anderen unter dem Namen Sinners are Winners veröffentlichten Liedern ein, da es einen atmosphärisch düsteren Industrial-Metal-Titel darstellt. In Gesang und Musik handelt es sich deutlich um den härtesten Song des Albums, der auf im Refrain künstlich verfremdete Screamo-Vocals und E-Gitarren setzt.

## Coverdesign
Das Coverartwork der Standard Edition und der limitierten CD-Version ist in Schwarzweiß gehalten und zeigt Fallon Vendetta und Dahvie Vanity teilweise transparent vor blattlosen Bäumen, aus denen Raben empor steigen. Vendettas Blick sieht beunruhigt, Dahvies bestimmt aus. Letzterer hält eine rote Rose in der Hand, welche farblich hervorgehoben ist. Ebenfalls in Rot gehalten in der Albumtitel, der in etwa das untere Viertel in Anspruch nimmt. Unter ihm steht deutlich kleiner in selbem Farbton der Bandname.
Das Cover der Deluxe Edition zeigt ein gänzlich anderes Motiv. Dieses ist in Farbe gehalten und zeigt die beiden Bandmitglieder auffällig geschminkt und mit blassen, mit der Iris nahezu verschmelzenden Kontaktlinsen. Vendetta erhebt ihre rechte Hand und erschafft damit eine Rauchwolke. Die Farbgebung ist vorwiegend schwarz und wird mit einem giftigen Gelbgrün kontrastiert, das in den Haaren beider Musiker, dem Rauch und den Schriftzügen vorkommt. Letztere nehmen knapp die untere Hälfte des Bildes ein. Der des Albumtitels ist dabei wie bei der Standard Edition deutlich größer als der sich darüber befindliche Bandname.

## Titelliste
| Nr. | Titel                     | Autor(en)                      | Länge |
| --- | ------------------------- | ------------------------------ | ----- |
| 1.  | Ashes To Ashes            | Fallon Vendetta, Dahvie Vanity | 3:54  |
| 2.  | Ghost Story               | Fallon Vendetta, Dahvie Vanity | 3:57  |
| 3.  | Haunted House             | Fallon Vendetta, Dahvie Vanity | 3:33  |
| 4.  | Emotional                 | Fallon Vendetta, Dahvie Vanity | 3:45  |
| 5.  | Chain of Memories         | Fallon Vendetta, Dahvie Vanity | 4:31  |
| 6.  | From Dreams To Nightmares | Fallon Vendetta, Dahvie Vanity | 4:57  |
| 7.  | The Ocean & The Moon      | Fallon Vendetta, Dahvie Vanity | 3:53  |
| 8.  | My Last Breath            | Fallon Vendetta, Dahvie Vanity | 4:44  |
| 9.  | Otherside of Fear         | Fallon Vendetta, Dahvie Vanity | 3:57  |
| 10. | World of Secrets          | Fallon Vendetta, Dahvie Vanity | 4:59  |

| Nr. | Titel                                    | Autor(en)                      | Länge |
| --- | ---------------------------------------- | ------------------------------ | ----- |
| 1.  | Chains of Memories                       | Fallon Vendetta, Dahvie Vanity | 4:31  |
| 2.  | From Dreams To Nightmares                | Fallon Vendetta, Dahvie Vanity | 4:57  |
| 3.  | The Ocean & The Moon                     | Fallon Vendetta, Dahvie Vanity | 3:53  |
| 4.  | My Last Breath                           | Fallon Vendetta, Dahvie Vanity | 4:44  |
| 5.  | Ashes To Ashes                           | Fallon Vendetta, Dahvie Vanity | 3:54  |
| 6.  | Ghost Story                              | Fallon Vendetta, Dahvie Vanity | 3:57  |
| 7.  | Haunted House                            | Fallon Vendetta, Dahvie Vanity | 3:33  |
| 8.  | Emotional                                | Fallon Vendetta, Dahvie Vanity | 3:45  |
| 9.  | Otherside of Fear                        | Fallon Vendetta, Dahvie Vanity | 3:57  |
| 10. | World of Secrets                         | Fallon Vendetta, Dahvie Vanity | 4:59  |
| 11. | The Ocean & The Moon (Acoustic Version)  | Fallon Vendetta, Dahvie Vanity | 3:33  |
| 12. | The Runaways                             | Fallon Vendetta, Dahvie Vanity | 3:43  |
| 13. | Chains of Memories (Instrumental)        | Fallon Vendetta, Dahvie Vanity | 4:33  |
| 14. | From Dreams To Nightmares (Instrumental) | Fallon Vendetta, Dahvie Vanity | 4:50  |
| 15. | The Ocean & The Moon (Instrumental)      | Fallon Vendetta, Dahvie Vanity | 3:59  |
| 16. | Ashes To Ashes (Instrumental)            | Fallon Vendetta, Dahvie Vanity | 3:54  |
| 17. | Ghost Story (Instrumental)               | Fallon Vendetta, Dahvie Vanity | 3:55  |
| 18. | Haunted House (Instrumental)             | Fallon Vendetta, Dahvie Vanity | 3:33  |
| 19. | Emotional (Instrumental)                 | Fallon Vendetta, Dahvie Vanity | 3:43  |

| Nr. | Titel                                    | Autor(en)                      | Länge |
| --- | ---------------------------------------- | ------------------------------ | ----- |
| 1.  | Chains of Memories                       | Fallon Vendetta, Dahvie Vanity | 4:31  |
| 2.  | From Dreams To Nightmares                | Fallon Vendetta, Dahvie Vanity | 4:57  |
| 3.  | The Ocean & The Moon                     | Fallon Vendetta, Dahvie Vanity | 3:53  |
| 4.  | My Last Breath                           | Fallon Vendetta, Dahvie Vanity | 4:44  |
| 5.  | Ashes To Ashes                           | Fallon Vendetta, Dahvie Vanity | 3:54  |
| 6.  | Ghost Story                              | Fallon Vendetta, Dahvie Vanity | 3:57  |
| 7.  | Haunted House                            | Fallon Vendetta, Dahvie Vanity | 3:33  |
| 8.  | Emotional                                | Fallon Vendetta, Dahvie Vanity | 3:45  |
| 9.  | Otherside of Fear                        | Fallon Vendetta, Dahvie Vanity | 3:57  |
| 10. | World of Secrets                         | Fallon Vendetta, Dahvie Vanity | 4:59  |
| 11. | The Ocean & The Moon (Acoustic Version)  | Fallon Vendetta, Dahvie Vanity | 3:33  |
| 12. | Chain of Memories (Instrumental)         | Fallon Vendetta, Dahvie Vanity | 4:33  |
| 13. | From Dreams To Nightmares (Instrumental) | Fallon Vendetta, Dahvie Vanity | 4:50  |
| 14. | The Ocean & The Moon (Instrumental)      | Fallon Vendetta, Dahvie Vanity | 3:59  |
| 15. | My Last Breath (Instrumental)            | Fallon Vendetta, Dahvie Vanity | 3:34  |
| 16. | Ashes To Ashes (Instrumental)            | Fallon Vendetta, Dahvie Vanity | 3:54  |
| 17. | Ghost Story (Instrumental)               | Fallon Vendetta, Dahvie Vanity | 3:55  |
| 18. | Haunted House (Instrumental)             | Fallon Vendetta, Dahvie Vanity | 3:33  |
| 19. | Emotional (Instrumental)                 | Fallon Vendetta, Dahvie Vanity | 3:43  |
| 20. | Otherside of Fear (Instrumental)         | Fallon Vendetta, Dahvie Vanity | 3:57  |
| 21. | World of Secrets (Instrumental)          | Fallon Vendetta, Dahvie Vanity | 4:59  |

## Erfolg
Weder das Album noch seine Singles konnten sich weltweit in den Charts platzieren und waren somit ein kommerzieller Misserfolg.

## Wissenswertes
Die Titel der Lieder Otherside of Fear und My Last Breath sind auf unterschiedlichen offiziellen Tracklists mit anderer Schreibweise zu finden: Other Side of Fear und My Last Breathe.